# Harriman (Tennessee)
Pour les articles homonymes, voir Harriman.
Harriman est une municipalité américaine située dans le comté de Roane au Tennessee. Lors du recensement de 2010, sa population est de 6 350 habitants.

## Géographie
Harriman est traversée par l'Emory.
Selon le Bureau du recensement des États-Unis, la municipalité s'étend en 2010 sur une superficie de 10,57 milles carrés (27,38 km2), dont 0,20 milles carrés (0,52 km2) d'étendues d'eau. Une infime partie de son territoire, 0,01 milles carrés (0,03 km2), se trouve dans le comté voisin de Morgan.

## Histoire
En 1889, le pasteur Frederick Gates choisit d'implanter une ville « de tempérance » dans l'Est du Tennessee et fonde l'East Tennessee Land Company. La localité est nommée en l'honneur du gouverneur du New Hampshire Walter Harriman, dont le fils préside la société. Elle devient une municipalité en 1891.
Le quartier historique de Cornstalk Heights est inscrit au Registre national des lieux historiques et inclut plus de 100 bâtiments classés, dont nombre de maisons d'architecture victorienne.

Quartier de Cornstalk Heights
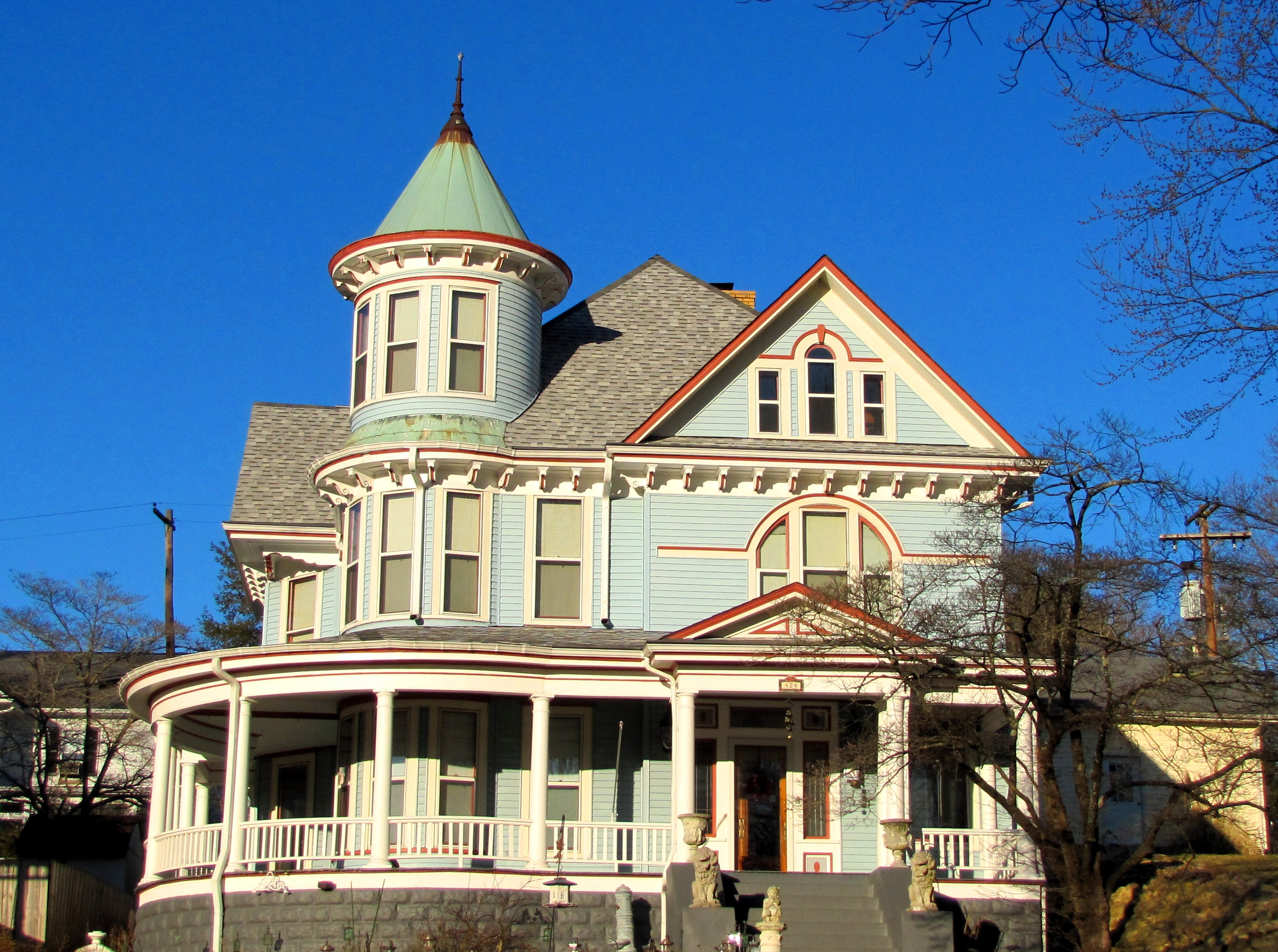
La Walden House.
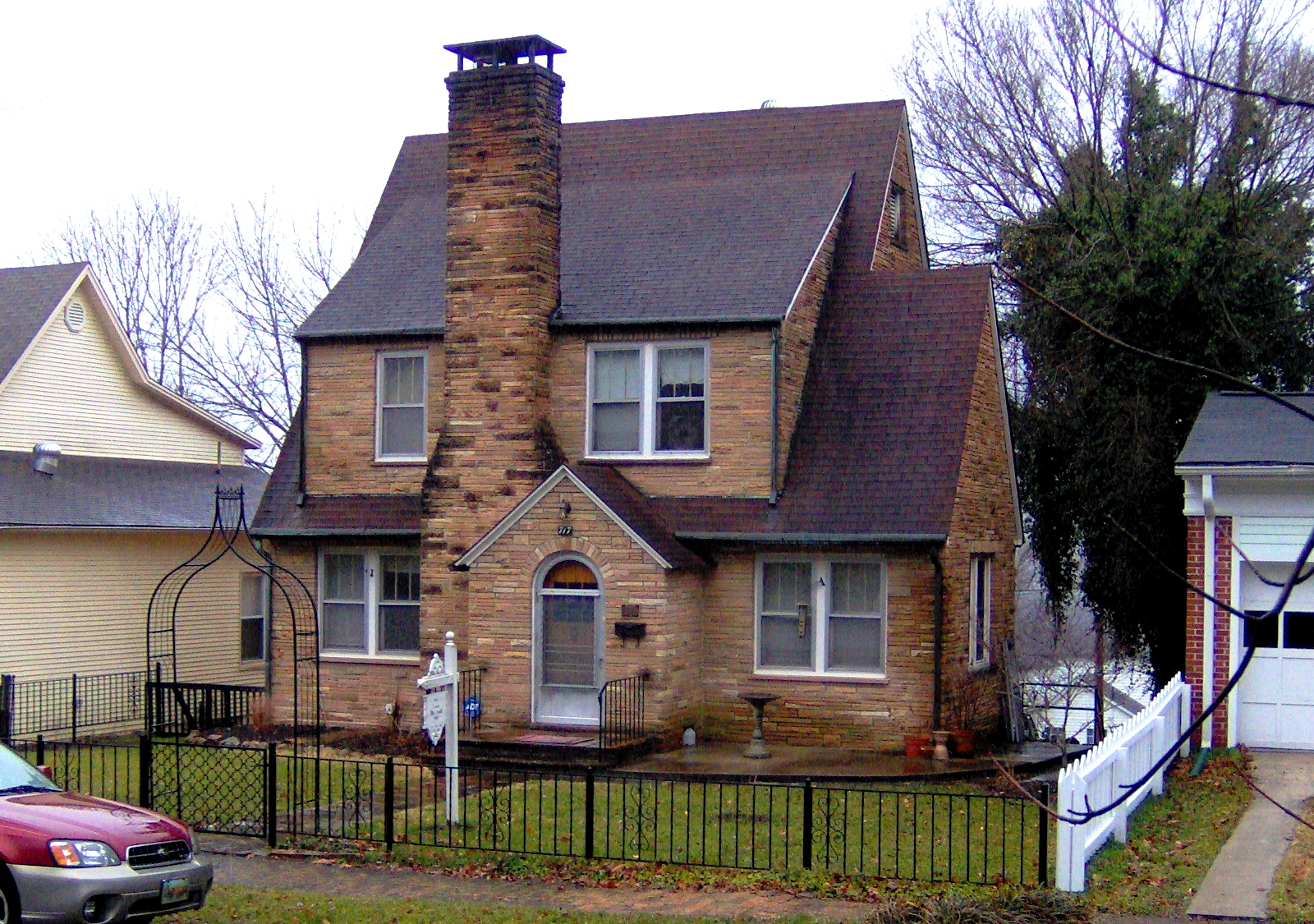
La Lewis-McCloud House.
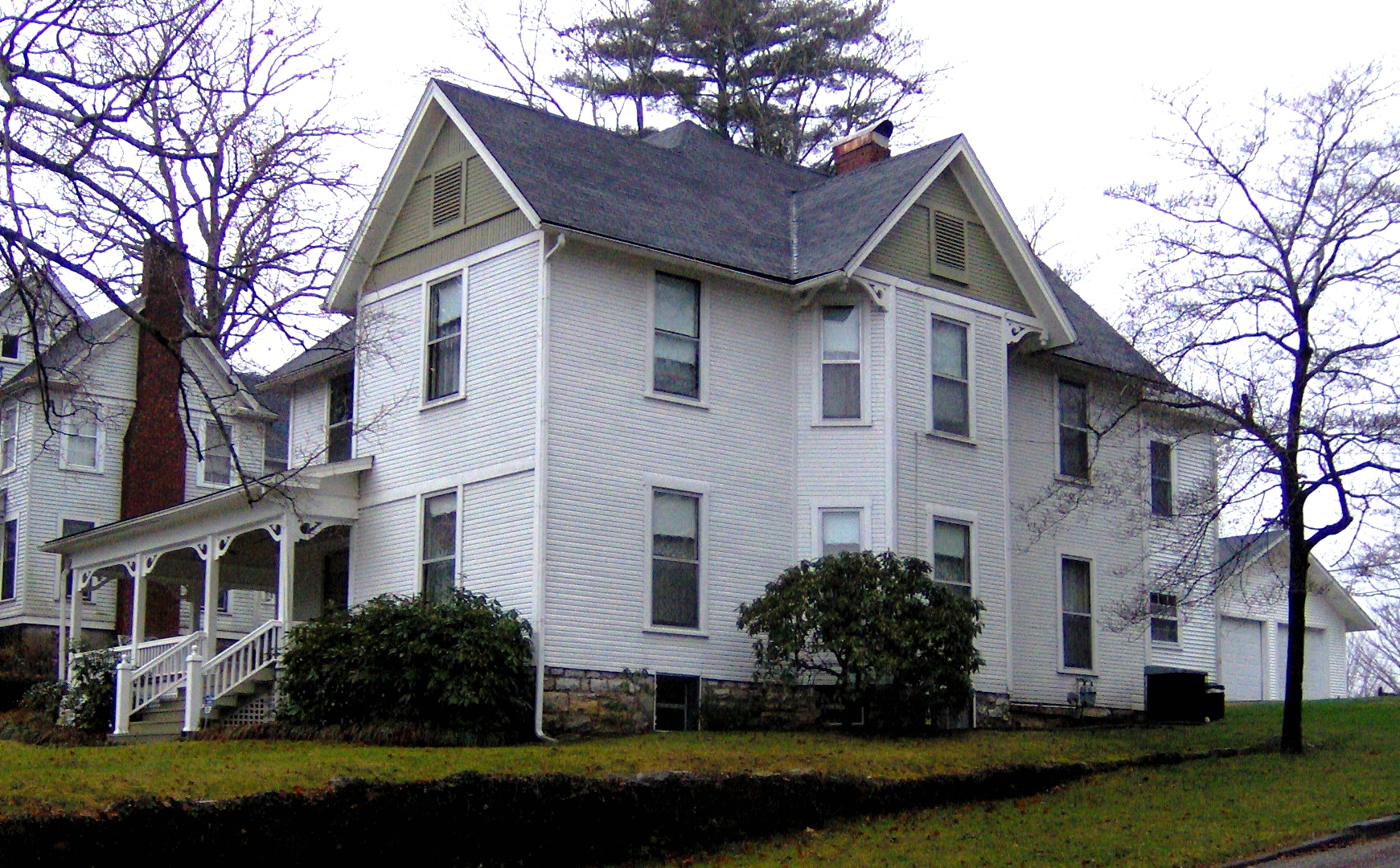
La Williamson Jones House.

## Démographie
La population de Harriman est estimée à 6 218 habitants au 1er juillet 2016.
Le revenu par habitant était en moyenne de 16 746 dollars par an entre 2012 et 2016, bien en-dessous de la moyenne du Tennessee (26 019 dollars) et de la moyenne nationale (29 829 dollars). Sur cette même période, 24,4 % des habitants de Harriman vivaient sous le seuil de pauvreté (contre 15,8 % dans l'État et 12,7 % à l'échelle des États-Unis).